# Саван

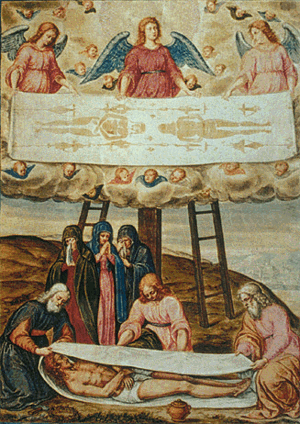

Са́ван — поховальне вбрання з білої тканини, що має вигляд мішка чи довгої сорочки. 
Зазвичай як саван використовується костюм для чоловіків та урочиста довга сукня з довгими рукавами для жінок. Також існує традиція неодружених дівчат ховати у весільному вбранні.
У мусульман покійних прийнято одягати у кафан. 